# Giornata mondiale contro l'AIDS

Il drappo rosso è il simbolo internazionale della lotta contro l'AIDS

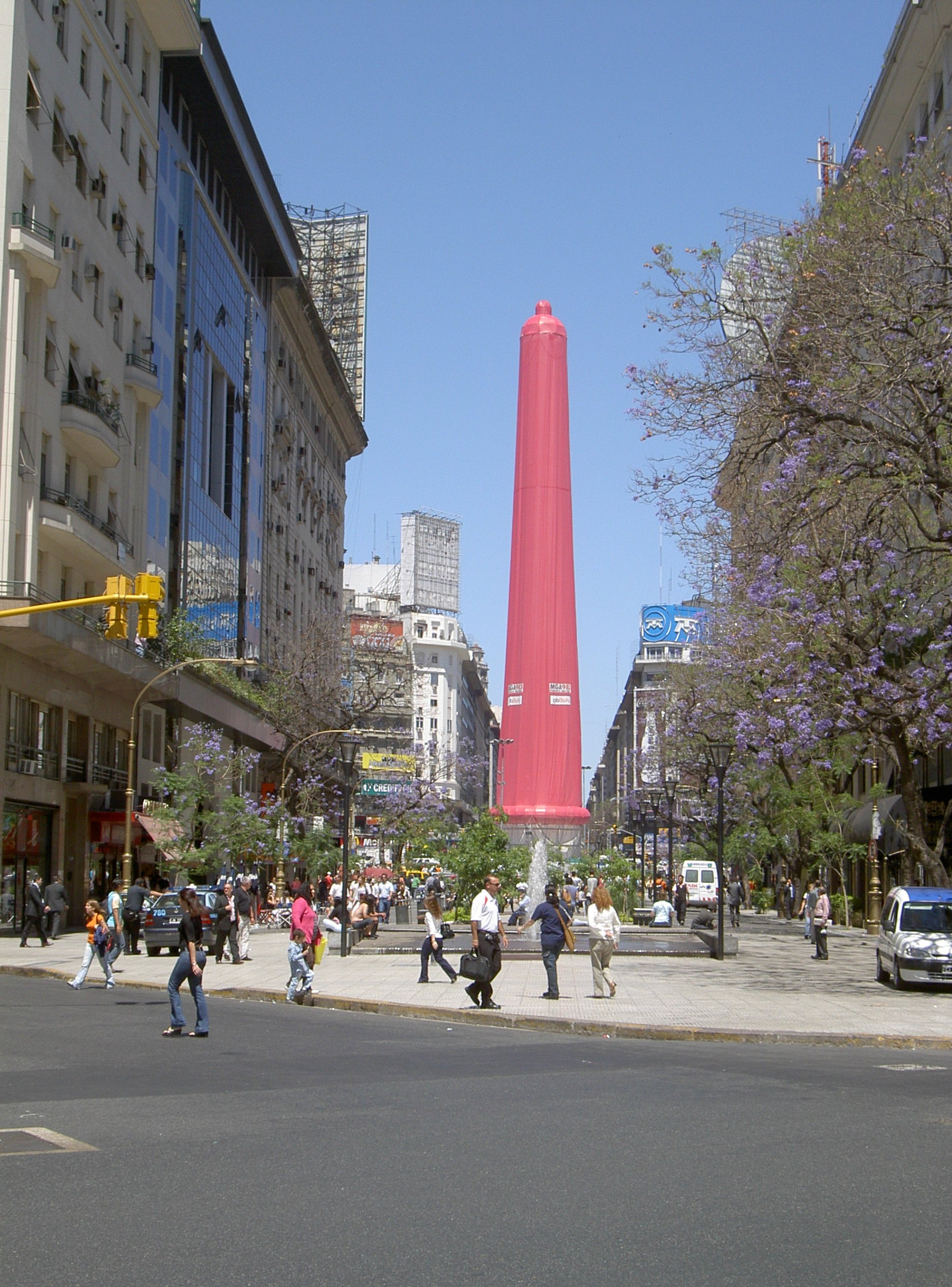
Un Profilattico gigante di 67m sull'Obelisco di Buenos Aires, Argentina, in occasione della Giornata mondiale contro l'AIDS del 2005.

La Giornata mondiale contro l'AIDS, indetta ogni anno il 1º dicembre, è dedicata ad accrescere la coscienza della epidemia mondiale di AIDS dovuta alla diffusione del virus HIV. Dal 1981 l'AIDS ha ucciso oltre 25 milioni di persone, diventando una delle epidemie più distruttive che la storia ricordi. Per quanto in tempi recenti l'accesso alle terapie e ai farmaci antiretrovirali sia migliorato in molte regioni del mondo, l'epidemia di AIDS ha mietuto circa 3,1 milioni di vittime nel corso del 2005 (le stime si situano tra 2,9 e 3,3 milioni), oltre la metà delle quali (570.000) erano bambini.

## Storia
L'idea di una Giornata mondiale contro l'AIDS ha avuto origine al Summit mondiale dei ministri della sanità sui programmi per la prevenzione dell'AIDS del 1988 ed è stata in seguito adottata da governi, organizzazioni internazionali ed associazioni di tutto il mondo.
Dal 1987 al 2004 la Giornata mondiale contro l'AIDS è stata organizzata dall'UNAIDS, ovvero dall'organizzazione delle Nazioni Unite che si occupa della lotta all'AIDS, la quale, in collaborazione con altre organizzazioni coinvolte, ha scelto di volta in volta un "tema" per la Giornata. Dal 2005 l'UNAIDS ha demandato la responsabilità dell'organizzazione e gestione della Giornata Mondiale alla WAC, un'organizzazione indipendente, che ha scelto come tema per l'anno - e fino al 2010 - Stop AIDS: Keep the Promise (ovvero "Fermare l'AIDS: manteniamo la promessa") tema che non è strettamente legato alla Giornata Mondiale ma che rispecchia l'impegno quotidiano della WAC.